# Jared Jordan
Jared Ahern Jordan (Hartford, 14 ottobre 1984) è un ex cestista statunitense.

## Carriera
È stato selezionato dai Los Angeles Clippers al secondo giro del Draft NBA 2007 (45ª scelta assoluta).